# Thomas Dooley
Thomas « Tom » Dooley est un ancien footballeur américano-allemand né le 12 mai 1961 à Bechhofen en Allemagne, longtemps membre et capitaine de l'équipe des USA.

## Biographie
Dooley, né en Allemagne d'une mère allemande et d'un père américain de l'US Army, commence sa carrière professionnelle en 1984 en troisième division allemande au FC Homburg. Avant cela, il jouait attaquant dans le club amateur de FK Pimasens. Il part à Homburg comme milieu et aide l'équipe à gravir les échelons nationaux pour parvenir en première division. En 1988, il part à Kaiserslautern et remporte la Coupe d'Allemagne en 1990 et le titre suprême de Champion d'Allemagne en 1991. Alors que l'équipe nationale américaine regarde les joueurs éligibles pour la World Cup 94 qu'elle est en train de préparer chez elle, Dooley est découvert, jouant en Allemagne. Il prend la nationalité américaine en 1992 et fait sa première apparition contre l'Irlande, le 30 mai de cette même année.
Thomas devient un membre régulier de l'équipe nationale presque immédiatement, est élu « athlète américain de l'année » en 1993 et joue quelques minutes lors de la World Cup 94. Après cette dernière, il part au Bayer Leverkusen et au Schalke 04 l'année suivante, remportant au passage la Coupe UEFA en 1997. À la fin de la saison, il migre dans la Major League Soccer (MLS) et signe aux Columbus Crew, y jouant trois saisons et étant nommé dans l'équipe type de la MLS en 1997 et 1998. Après que John Harkes fut écarté de la sélection, Dooley devint capitaine pour le mondial 98 et joua les trois matchs du premier tour, où les États-Unis furent éliminés après trois défaites.
Le 21 février 1999, Dooley fut expulsé lors d'un match amical contre le Chili. Il arrêta sa carrière internationale après 81 sélections et 7 buts marqués. En 2001, il joua une année avec les MetroStars avant de se retirer définitivement du monde professionnel. Il revint en Allemagne, devenant le coach de Saarbrücken en 2002-2003.
Aujourd'hui, Thomas vit à Laguna Niguel en Californie où il a fondé une école de foot, le Orange County Kings.

## Palmarès
- Vainqueur de la Coupe UEFA en 1997 avec Schalke
- Champion d'Allemagne en 1991 avec Kaiserslautern
- Vainqueur de la Supercoupe d'Allemagne en 1991 avec Kaiserslautern
- Vainqueur de la Coupe d'Allemagne en 1990 avec Kaiserslautern
- Champion d'Allemagne de D2 en 1986 avec Homburg
- Élu Footballeur américain de l'année en 1993
- International américain (capitaine lors de la Coupe du monde 1998)
- Trophée du fair-play de la MLS : 1998

## Sources
- (en) Cet article est partiellement ou en totalité issu de l’article de Wikipédia en anglais intitulé « Thomas Dooley » (voir la liste des auteurs).